# Church of the Sacred Heart (Glasgow)
Die Church of the Sacred Heart, auch Sacred Heart Church, ist ein katholisches Kirchengebäude in der schottischen Stadt Glasgow. 1970 wurde das Bauwerk in die schottischen Denkmallisten in der höchsten Denkmalkategorie A aufgenommen.

## Geschichte
Im Jahre 1847 wurde das Dorf Bridgeton in die Stadt Glasgow eingemeindet. 1873 entstand am Standort die Sacred Heart Mission. Um Platz für die Errichtung der heutigen Church of the Sacred Heart zu schaffen, wurden die Missionsgebäude abgerissen. Die Kirche entstand zwischen 1909 und 1910 nach einem Plan des belgischstämmigen Architekten Charles Ménart. Sie wurde neben das 1890 von Pugin & Pugin entworfene Pfarrhaus gebaut. Zur Beseitigung baulicher Mängel der Dachkonstruktion entwarf das Architekturbüro Gillespie, Kidd & Coia eine neue Konstruktion und erneuerte 1954 die Elemente. Im Zuge dieser Arbeiten wurde auch ein Fresko von William Crosbie restauriert. Ein Entwurf zur Überarbeitung und Erweiterung des Gebäudes aus demselben Jahr wurde nicht umgesetzt.

## Beschreibung
Die Church of the Sacred Heart steht an der Old Dalmarnock Road im östlichen Glasgower Stadtteil Bridgeton. Die Fassaden der neoromanischen Basilika sind vorwiegend bossiert. Sämtliche Gebäudeöffnungen sind rundbögig und mit Schlusssteinen gestaltet. An der ostexponierten Frontfassade findet sich ein weites diokletianisches Fenster mit ionischen Pilastern sowie Skulpturen der Heiligen Andreas und Patrick. Die flankierenden Treppentürme schließen mit barocken Hauben. Jeweils drei diokletianische Fenster ziehen sich entlang der Obergaden der Flanken.